# 卡斯蒂尼奥鸟属
卡斯蒂尼奥鸟（学名：Castignovolucris，意为“Castigno峡谷的鸟”）是反鸟亚纲已灭绝的一个属，化石发现于法国晚白垩世黏土砂岩爬虫组的连续红色黏土层（"continental red clays"）。属下包括单一物种塞氏卡斯蒂尼奥鸟（C. sebei），命名、描述于2023年。

## 发现与命名
正模标本MC-VCZ2-6是块右喙骨，由史蒂芬·塞贝（Stéphane Sèbe）于20世纪90年代在维莱斯帕桑附近发现并捐给克吕济博物馆（Musée de Cruzy）。模式种塞氏卡斯蒂尼奥鸟（Castignovolucris sebei）由埃瑞克·比弗托等人于2023年命名、描述。

## 描述
估计卡斯蒂尼奥鸟完翼展宽127至185（50至73英寸）左右，完全长大后长达75至110（30至43英寸），使其成为已知最大的反鸟类物种之一。

## 古生物学
卡斯蒂尼奥鸟栖息于伊比利亚-阿莫里克岛上的今法国奥克西塔尼亚一带。